# روي أش
روي أش (بالإنجليزية: Roy Ash)‏ هو شخصية أعمال أمريكي، ولد في 20 أكتوبر 1918 في لوس أنجلوس في الولايات المتحدة، وتوفي بنفس المكان في 14 ديسمبر 2011.

## وصلات خارجية
- روي أش على موقع مونزينجر (الألمانية)
- روي أش على موقع إن إن دي بي (الإنجليزية)